# 러시아의 주
러시아는 85개의 행정 구역으로 나뉘는데 이 가운데 46개가 주(러시아어: Область 오블라스티[*])이다.
| 1. 아무르주 2. 아르한겔스크주 3. 아스트라한주 4. 벨고로드주 5. 브랸스크주 6. 첼랴빈스크주 8. 이르쿠츠크주 9. 이바노보주 10. 칼리닌그라드주 11. 칼루가주 12. 케메로보주 13. 키로프주 14. 코스트로마주 15. 쿠르간주 |  | 16. 쿠르스크주 17. 레닌그라드주 18. 리페츠크주 19. 마가단주 20. 모스크바주 21. 무르만스크주 22. 니즈니노브고로드주 23. 노브고로드주 24. 노보시비르스크주 25. 옴스크주 26. 오렌부르크주 27. 오룔주 28. 펜자주 29. 프스코프주 30. 로스토프주 31. 랴잔주 |  | 32. 사할린주 33. 사마라주 34. 사라토프주 35. 스몰렌스크주 36. 스베르들롭스크주 37. 탐보프주 38. 톰스크주 39. 트베리주 40. 툴라주 41. 튜멘주 42. 울리야놉스크주 43. 블라디미르주 44. 볼고그라드주 45. 볼로그다주 46. 보로네시주 47. 야로슬라블주 |

## 같이 보기
- 러시아의 자치구
- 러시아의 자치주
- 러시아의 변경주
- 러시아의 공화국
- 러시아의 연방시